# Senedi
Senedi, Senedy o Sened fue el quinto faraón de la dinastía II de Egipto. Reinó ca. 2780-2769 a. C.
La Lista Real de Abidos le denomina Senedi. En la Lista Real de Saqqara figura como Senedy.
El Canon de Turín asigna a Senedy 11 años de reinado. Si es el Setenes que cita Manetón, indicaba que su gobierno fue de 41 años.
El Papiro Médico de Berlín cita a Sened como sucesor de Den.
Su nombre, Senedi, y el de Peribsen se encuentra en una "falsa puerta" conservada en el Museo Egipcio de El Cairo.
Tras la muerte de Senedi Egipto dejó de estar gobernado por un solo faraón.

## Titulatura
| Titulatura | Jeroglífico | Transliteración (transcripción) - traducción - (referencias) |

| s | n · d | i |

| s | n · d | i |

| s | n · d | i |

| s | n · d | i |

| s | n · d | i |

| s | n · d | i |

| s | n · d | i |

| s | n · d | i |

| s | n · d | i |

| s | n · d | i |

| s | n · d | i |

| s | n · d | i |

| s | n · d | i |

| s | n · d | i |

| s | n · d | i |

| s | n · d | i |

| G54 | HASH |

| G54 | HASH |

| G54 | HASH |

| G54 | HASH |

| G54 | HASH |

| G54 | HASH |

| G54 | HASH |

| G54 | HASH |

| G54 | HASH |

| G54 | HASH |

| G54 | HASH |

| G54 | HASH |

| G54 | HASH |

| G54 | HASH |

| G54 | HASH |

| G54 | HASH |

| s | n · d |

| s | n · d |

| s | n · d |

| s | n · d |

| s | n · d |

| s | n · d |

| s | n · d |

| s | n · d |

| s | n · d |

| s | n · d |

| s | n · d |

| s | n · d |

| s | n · d |

| s | n · d |

| s | n · d |

| s | n · d |

| M23 | s | n · d |

| M23 | s | n · d |

| M23 | s | n · d |

| M23 | s | n · d |

| M23 | s | n · d |

| M23 | s | n · d |

| M23 | s | n · d |

| M23 | s | n · d |

| M23 | s | n · d |

| M23 | s | n · d |

| M23 | s | n · d |

| M23 | s | n · d |

| M23 | s | n · d |

| M23 | s | n · d |

| M23 | s | n · d |

| M23 | s | n · d |

- El faraón Sened fue el primero que utilizó un cartucho egipcio para significar su nombre.

## Otras hipótesis
- Ha sido identificado con Uneg, Peribsen, o Sejemib (suponiendo que Peribsen y Sejemib fueran dos personajes diferentes)
- Según W. Helck: Sened gobernó inmediatamente después de Peribsen.
- Según N. Grimal: Sened y Peribsen eran contemporáneos.